# انتقال (علم النفس)
الانتقال أو التحويل هو ظاهرة نفسية يقوم فيها اللاوعي بإعادة توجيه المشاعر من شخص إلى آخر. وللتحويل تعريفات كثيرة منها أنه «التكرار غير الملائم في الحاضر لعلاقة كانت هامة في طفولة الشخص». 

## وصلات خارجية
- On Transference, Freudian quotes on transference.